# جست ستاند أب! (أغنية)
جست ستاند أب! هي أغنية من أداء مجموعة من الفنانات من جميع أنواع الموسيقى من البوب، الآر أند بي، الروك، الكونتري خلال النسخة الحية خلال الحفل الخيري «ستاند أب تو كانسر». أنشئت هذه المجموعة خصيصاً لحملة مكافحة السرطان. الأغنية المنفردة صدرت يوم 21 أغسطس، 2008. قاموا المغنيات بأداء الأغنية مباشرةً في حملة «ستاند أب تو كانسر»، التي بثت في وقت واحد على شبكات التلفزيون الأمريكية ABC، CBS، NBC يوم 5 سبتمبر، 2008.

## المؤدون (بالترتيب)
- بيونسي نولز
- كيري أندروود
- ريانا
- مايلي سايرس
- شيريل كرو (فقط على نسخة الإستوديو)
- نيكول شيرزينغر (فقط على النسخة المباشرة)
- فيرغي
- ليونا لويس
- كيشيا كول
- ناتاشا بدنجفيلد
- ليان رايمز (فقط على نسخة الإستوديو)
- ميليسا إثريدج (فقط على نسخة الإستوديو)
- سيارا
- آشانتي
- ماري جي بلايج
- ماريا كاري

## الصيغ وقائمة الأغاني
1. «جست ستاند أب!»
2. «جست ستاند أب!» (العرض المباشر)

## الرسوم البيانية
| الرسم البياني (2008)                                  | المركز | المصادر |
| ----------------------------------------------------- | ------ | ------- |
| أستراليا (ARIA)                                       | 39     | [ 3 ]   |
| النمسا (Ö3 Austria Top 40)                            | 73     | [ 4 ]   |
| كندا (Canadian Hot 100)                               | 10     | [ 5 ]   |
| أيرلندا (IRMA)                                        | 11     | [ 6 ]   |
| إيطاليا (FIMI)                                        | 7      | [ 7 ]   |
| نيوزيلندا (Recorded Music NZ)                         | 19     | [ 8 ]   |
| السويد (Sverigetopplistan)                            | 51     | [ 5 ]   |
| المملكة المتحدة (OCC)                                 | 26     | [ 9 ]   |
| الولايات المتحدة (Billboard Hot 100)                  | 11     | [ 5 ]   |
| الولايات المتحدة (Billboard Adult Contemporary Songs) | 17     | [ 10 ]  |
| الولايات المتحدة (Billboard Adult Pop Songs)          | 35     | [ 11 ]  |
| الولايات المتحدة (Billboard Digital Songs)            | 7      | [ 12 ]  |
| الولايات المتحدة (Billboard Pop Songs)                | 30     | [ 13 ]  |
| الولايات المتحدة (Billboard Hot R&B/Hip-Hop Songs)    | 57     | [ 14 ]  |
| الولايات المتحدة (Billboard Radio Songs)              | 54     | [ 15 ]  |

## الشهادات
| الدولة           | المزود | الشهادات     | المبيعات  | المصادر |
| ---------------- | ------ | ------------ | --------- | ------- |
| الولايات المتحدة | (RIAA) | 2× بلاتينيوم | 2,000,000 | [ 16 ]  |

## تاريخ الإصدار
| الدولة           | التاريخ         | نوع الإصدار    | المصادر |
| الولايات المتحدة | 21 أغسطس، 2008  | تحميل رقمي     | [ 17 ]  |
| الولايات المتحدة | 30 سبتمبر، 2008 | أسطوانة منفردة | [ 18 ]  |
| ---------------- | --------------- | -------------- | ------- |